# Інший світ: Кровна помста
«Інший світ: Кровна помста» (англ. Underworld: Blood Wars) — американський фільм жахів режисерки Анни Ферстер, що вийшов 2016 року. Стрічка є п'ятим фільмом у серії «Інший світ» і продовженням фільму «Інший Світ: Пробудження» (2012). У головних ролях Кейт Бекінсейл, Тео Джеймс, Тобіас Мензіс.
Вперше фільм продемонстрували 24 листопада 2016 року у низці країн світу, у широкому кінопрокаті в Україні — 1 грудня 2016 року.

## У ролях
| Актор          | Персонаж     | Роль                               |
| -------------- | ------------ | ---------------------------------- |
| Кейт Бекінсейл | Селіна       | вампірка                           |
| Тео Джеймс     | Девід        | син Томаса                         |
| Тобіас Мензіс  | Маріус       | очільник ліканів                   |
| Трент Гарретт  | Майкл Корвін | гібрид вампіра і лікана            |
| Лара Пулвер    | Семіра       | вампірка                           |
| Бредлі Джеймс  | Варга        | лиходій                            |
| Чарльз Денс    | Томас        | старійшина вампірів, батько Девіда |
| Дейзі Гед      | Алексія      |                                    |

## Створення фільму

### Знімальна група
- Кінорежисер — Анна Ферстер
- Сценарист — Корі Гудмен
- Кінопродюсери — Девід Керн, Гері Лучезі, Том Розенберг, Лен Вайзмен, Річард С. Райт
- Виконавчі продюсери — Анна Ферстер і Скіп Вільямсон
- Композитор — Майкл Вандмахер
- Кінооператор — Карл Вальтер Лінденлауб
- Кіномонтаж — Пітер Амундсон
- Підбір акторів — Джулі Гатчінсон, Майя Кветни і С'юзане Сміт
- Художник-постановник — Ондрей Неквасил
- Артдиректори — Брюс Тіббі, Мартін Вакар
- Художник по костюмах — Бояна Нікітовіч[7].

### Виробництво
Зйомки фільму розпочалися 19 жовтня 2015 року у Празі (Чехія), протривавши там 10 тижнів, і завершилися 11 грудня 2015 року.

## Сприйняття

### Оцінки і критика
Від кінокритиків фільм отримав погані відгуки: Rotten Tomatoes дав оцінку 19 % на основі 67 відгуків від критиків (середня оцінка 3,9/10). Загалом на сайті фільм має погані оцінки, фільму зарахований «гнилий помідор» від фахівців, Metacritic — 22/100 на основі 16 відгуків критиків. Загалом на цьому ресурсі від фахівців фільм отримав погані відгуки.
Від пересічних глядачів фільм отримав змішані відгуки: на Rotten Tomatoes 61 % зі середньою оцінкою 3,6/5 (15 528 голосів), фільму зарахований «попкорн», на Metacritic — 4,4/10 на основі 37 голосів, Internet Movie Database — 6,4/10 (8 634 голоси).

### Касові збори
Під час показу в Україні, що розпочався 1 грудня 2016 року, протягом першого тижня на фільм було продано 77 034 квитки, фільм був показаний у 246 кінотеатрах і зібрав 6 073 541 ₴, що на той час дозволило йому зайняти 3 місце серед усіх прем'єр.
Під час показу у США, що розпочався 6 січня 2017 року, протягом першого тижня фільм був показаний у 3 070 кінотеатрах і зібрав 13 688 751 $, що на той час дозволило йому зайняти 4 місце серед усіх прем'єр. Станом на 12 січня 2017 року показ фільму триває 7 днів (1 тиждень), зібравши за цей час у прокаті у США 18 116 118 доларів США, а у решті світу 45 234 963 $ (за іншими даними 44 968 913 $), тобто загалом 63 351 081 долар США (за іншими даними 63 085 031 $) при бюджеті 60 млн доларів США.

### Виноски
1. ↑  Underworld: Blood Wars (англ.). British Board of Film Classification. Архів оригіналу за 12 січня 2017. Процитовано 14 січня 2017.
2. 1 2  Underworld: Blood Wars: Release Info (англ.). Internet Movie Database. Архів оригіналу за 24 вересня 2016. Процитовано 21 вересня 2016.
3. 1 2  Інший світ: Кровна помста. Kino-teatr.ua. Архів оригіналу за 19 листопада 2016. Процитовано 1 грудня 2016.
4. 1 2  Scott Mendelson (6 січня 2017). Review: 'Underworld: Blood Wars' Has More Bite Than Its Predecessors (англ.). Forbes. Архів оригіналу за 10 січня 2017. Процитовано 14 січня 2017.
5. 1 2 3 4  Underworld: Blood Wars (англ.). Box Office Mojo. Архів оригіналу за 12 грудня 2016. Процитовано 14 січня 2017.
6. 1 2 3 4  Underworld: Blood Wars (2016) (англ.). The Numbers. Архів оригіналу за 29 січня 2017. Процитовано 14 січня 2017.
7. ↑  Underworld: Blood Wars: Full Cast & Crew (англ.). Internet Movie Database. Архів оригіналу за 30 листопада 2016. Процитовано 21 вересня 2016.
8. ↑  Max Evry (19 жовтня 2015). Underworld 5 Begins Shooting with Kate Beckinsale and Theo James (англ.). Comingsoon.net. Архів оригіналу за 20 жовтня 2015. Процитовано 21 вересня 2016.
9. ↑  SSN Insider Staff (11 грудня 2015). On the Set 12/11/15: James Franco and Seth Rogen Start ‘The Disaster Artist’, Owen Wilson & Ed Helms Wrap ‘Bastards’ (англ.). SSN Insider. Архів оригіналу за 13 грудня 2015. Процитовано 21 вересня 2016.
10. 1 2  Underworld: Blood Wars (англ.). Rotten Tomatoes. Архів оригіналу за 11 жовтня 2016. Процитовано 14 січня 2017.
11. 1 2  Underworld: Blood Wars (англ.). Metacritic. Архів оригіналу за 29 червня 2018. Процитовано 14 січня 2017.
12. ↑  Underworld: Blood Wars (англ.). Internet Movie Database. Архів оригіналу за 12 січня 2017. Процитовано 14 січня 2017.
13. ↑  Олексій Першко (7 грудня 2016). Бокс-Офіс 48 (2016). Тварі проти тварюк. Kino-teatr.ua. Архів оригіналу за 9 грудня 2016. Процитовано 9 грудня 2016.